# Narvalo (sommergibile 1907)
Il Narvalo è stato un sommergibile della Regia Marina.

## Storia
Dopo l'entrata in servizio fu impiegato nell'addestramento nelle acque dell'Alto Adriatico, avendo come base Venezia.
Prese parte all'esercitazione del 1908 in Mar Tirreno.
All'ingresso dell'Italia nella prima guerra mondiale fu dislocato a Brindisi, in seno alla IV Squadriglia Sommergibili, con il tenente di vascello Ottavio Siccoli come comandante. Fu impiegato in funzione difensiva.
Nel 1916 assunse il comando dell'unità il tenente di vascello Baccon; nel maggio dello stesso anno il sommergibile fu messo sotto il controllo diretto del Comando Sommergibili.
Nel gennaio 1917 comandava il sommergibile il tenente di vascello Cavalleri.
Nel 1918 – comandava l'unità il tenente di vascello Gino Bombelli – fu trasferito a Porto Corsini.
Il 3 agosto 1918 fu messo in riserva e venne successivamente radiato e demolito.
In tutta la guerra il Narvalo aveva svolto complessivamente 65 missioni di agguato difensivo a breve distanza dalla costa, per totali 436 ore di navigazione in superficie e 268 in immersione.